# اوا کیریژیکووا
اوا کیریژیکووا (اسلواکی: Eva Krížiková؛ ۱۵ ژوئیهٔ ۱۹۳۴ – ۳۱ مارس ۲۰۲۰) بازیگر سینما و تئاتر اهل کشور اسلواکی بود. وی بین سال‌های ۱۹۵۲ تا ۲۰۲۰ میلادی فعالیت می‌کرد.